# شهرستان شونیی
شهرستان شونیی (به لاتین: Xunyi County) یک شهرستان‌های جمهوری خلق چین در چین است که در شیان‌یانگ واقع شده‌است.
 شهرستان شونیی ۱٬۶۹۷ کیلومتر مربع مساحت و ۲۹۰٬۰۰۰ نفر جمعیت دارد.